# Distrito de Cabana (San Román)
El distrito de Cabana es uno de los cinco que conforman la provincia de San Román en el departamento de Puno en el Sur del Perú. En 2007 tenía una población de 4392 habitantes con una densidad de 23 hab/km². Abarca un área total de 191,23 km².
Desde el punto de vista jerárquico de la Iglesia católica forma parte de la diócesis de Puno en la arquidiócesis de Arequipa.

## Geografía
Cabana se encuentra ubicado en las coordenadas 15°17′54″S 70°21′18″O / -15.29833, -70.35500. Según el INEI, cabana tiene una superficie total de 191,23 km². Cabana se encuentra situado en el oeste de la provincia de San Román, en la zona central del departamento de Puno y en la parte sur del territorio peruano. Su capital, el pueblo del mismo nombre. se halla a una altitud de 3.901 m s. n. m..
| Noroeste: distrito de Cabanilla                       | Norte: distrito de Cabanilla y distrito de Juliaca | Noreste: distrito de Caracoto                      |
| Oeste: distrito de Cabanillas y distrito de Cabanilla |                                                    | Este: distrito de Caracoto y distrito de Atuncolla |
| Suroeste distrito de Cabanillas                       | Sur: distrito de Mañazo                            | Sureste: distrito de Vilque                        |

## Demografía
Según el censo peruano de 2007, había 4392 personas residiendo en Cabana. La densidad de población era 23 hab./km².

## Historia
El distrito fue creado el 2 de mayo, fecha en cual se celebra su aniversario.

### Toponimia
La denominación de Cabana proviene de la palabra quechua "Qhawana" que quiere decir mirador, al respecto existen dos teorías que podrían explicar lo acontecido y evidenciado acerca del origen del nombre:
La existencia de un grupo étnico de antepasados preincas que se denominaban Qhawanas, que residían en la cima del cerro Qitapata. o Campanayuc Pata en donde hay vestigios de ciudad
El cerro más alto que se visualiza desde el actual Cabana, se denomina Qhawanapata (hoy llamado Qitapata), el nombre de Qhawanapata era llamado así porque servía como un fuerte militar para visualizar a sus enemigos que se acercaban a sus dominios, desde las fuertes luchas en la época incaica, hasta la guerra con Chile.

## Turismo
Entre los principales atractivos turísticos de Cabana se encuentran:
- Los restos arqueológicos de Quitapata
- Las chullpas en Chillamollepunco
- El templo o reloj solar
- El templo de San Cristóbal (Construido en 1678)

## Autoridades

### Municipales
- 2023 - 2026[3]
  - Alcalde: Fredy Quispe Ticona, Frente Amplio para el Desarrollo del Pueblo.
  - Regidores:

  1. EDU ROMARIO QUISPE QUISPE (Frente Amplio para el Desarrollo del Pueblo)
  2. SOLEDAD JESUSA PACTA HUARANCA (Frente Amplio para el Desarrollo del Pueblo)
  3. WILMER VILCA QUISPE (Frente Amplio para el Desarrollo del Pueblo)
  4. LUZ MARINA RUELAS KILLA (Frente Amplio para el Desarrollo del Pueblo)
  5. FREDY MIRANDA COLCA (Perú Libre)

## Festividades
Su festividad principal es la fiesta patronal de Nuestra Señora de la Asunción que se venerá el 15 de agosto de cada año.